# Claudio Papalia
Claudio Papalia (* in Turin) ist ein italienischer Filmemacher.
Papalia arbeitet seit den 1980er Jahren als Video- und Filmkünstler, dessen auf Super 8 ebenso wie auf 35-mm gedrehten Werke ausgezeichnet wurden, u. a. mit dem Preis von Salsomaggiore. Er organisiert weiter Filmfeste, gründete 1992 einen Verband unabhängiger Produzenten, „Fert Rights“ und wirkt als Dozent und Vortragender.
1989 drehte er den halbpornografischen Film Lolita 2000 unter dem Pseudonym Clyde Rocca.